# Un hugonote, en el día de San Bartolomé
Un hugonote, en el día de San Bartolomé, se niega a protegerse del peligro usando la insignia católica romana. (Véase la Reforma protestante en Francia, vol. ii., página 352) (1851 – 52) es el título completo, expuesto, de una pintura de John Everett Millais, que realizó en el apogeo de su período prerrafaelita. Iba acompañada, en la Real Academia de Arte (Royal Academy of Arts) de Londres en 1852, de una larga cita que decía: "Cuando el reloj del Palacio de Justicia suene sobre la gran campana, al amanecer, entonces todo buen católico debe atar una tira de tela de lino blanco alrededor de su brazo, y colocar una hermosa cruz blanca en su gorra. — La orden del duque de Guisa". Este título largo generalmente se abrevia como Un hugonote o Un hugonote, en el día de San Bartolomé.
Representa a una pareja de jóvenes enamorados y se le da un giro dramático porque la mujer, que es católica, intenta que su amado, que es protestante, use el brazalete blanco que declara su lealtad al catolicismo. El joven se quita con firmeza el brazalete al mismo tiempo que abraza suavemente a su amada y la mira a los ojos suplicantes. El incidente se refiere a la masacre del día de San Bartolomé la noche del 24 de agosto de 1572, cuando alrededor de 3.000 protestantes franceses (hugonotes) fueron asesinados en París, con alrededor de 20.000 masacrados en el resto de Francia en los días siguientes. Un pequeño número de protestantes escapó de la ciudad mediante subterfugios usando brazaletes blancos.
Millais había planeado inicialmente simplemente representar a la pareja en una situación menos grave, pero supuestamente su colega prerrafaelita William Holman Hunt lo había persuadido de que el tema era demasiado trillado. Después de ver la ópera Los hugonotes de Giacomo Meyerbeer en Covent Garden, que cuenta la historia de la masacre, Millais adaptó la pintura para referirse al evento. En la ópera, Valentine intenta sin éxito que su amante Raoul use el brazalete. La elección de un tema pro-protestante también fue significativa porque los prerrafaelitas habían sido atacados previamente por sus supuestas simpatías por el Movimiento de Oxford y el catolicismo.
Millais pintó la mayor parte del fondo cerca de Ewell en Surrey a finales del verano y otoño de 1851, mientras él y Hunt vivían en Worcester Park Farm. Era una pared de ladrillos contigua a un huerto. Algunas de las flores representadas en la escena pueden haber sido elegidas por el interés contemporáneo en el llamado lenguaje de las flores. Las campanas de Canterbury azules a la izquierda, por ejemplo, pueden representar fe y constancia. Al regresar a Londres después de que el clima se volviera demasiado frío para trabajar al aire libre en noviembre, pintó las figuras: el rostro del hombre era del amigo de la familia de Millais, Arthur Lemprière, y para la mujer posó Anne Ryan.
La pintura se exhibió junto con Ofelia y su retrato de la Sra. Coventry Patmore (Museo Fitzwilliam, Cambridge) en la Royal Academy of Arts en 1852, y ayudó a cambiar las actitudes hacia los prerrafaelitas. Tom Taylor escribió una crítica extremadamente positiva en Punch. Fue producida como impresión por el marchante D. White y grabada en media tinta por Thomas Oldham Barlow en 1856. Este se convirtió en el primer gran éxito popular de Millais en este medio, y el artista produjo una serie de otras pinturas sobre temas similares para servir al creciente mercado de grabados destinados a la clase media. Estos incluyen La orden de liberación, 1746 (Tate, Londres), El realista proscrito, 1651 (Lord Lloyd-Webber Collection) y El brunswicker negro (Lady Lever Art Gallery, Port Sunlight). Todos fueron grabados con éxito.
Hay versiones en acuarela más pequeñas de la obra en la Galería de Arte Higgins, en Bedford, el Museo de Arte Fogg, la Universidad de Harvard, y una réplica al óleo reducida en la colección de Lord Lloyd-Webber, todas de Millais.